# Алашанькоу
Алашанько́у (кит. упр. 阿拉山口, пиньинь Ālāshānkǒu) или Алашанкёй (уйг. Alaşanköy) — городской уезд в Боро-Тала-Монгольском автономном округе Синьцзян-Уйгурского автономного района КНР. Название является китайским названием горного прохода, известного в русскоязычных источниках как «Джунгарские Ворота».

## История
В 1954 году между правительствами СССР и КНР было достигнуто соглашение о строительстве железной дороги между Казахской ССР и Синьцзян-Уйгурским автономным районом КНР. С советской стороны железная дорога была в 1959 году доведена до пограничной станции Достык (Дружба), однако с китайской стороны из-за советско-китайского раскола строительство было остановлено после того, как в 1962 году железная дорога достигла Урумчи.
В конце 1980-х строительство железной дороги с китайской стороны было возобновлено, и 12 сентября 1990 года произошла трансграничная стыковка путей. С китайской стороны границы была построена железнодорожная станция Алашанькоу Ланьсиньской железной дороги. 1 декабря 1992 года в районе станции была официально образована Открытая экономическая зона.
В мае 2011 года была образована комплексная безналоговая зона. В том же 2011 году через КПП Алашанькоу прошёл первый грузовой состав Китай — Европа (железнодорожный маршрут Чунцин — Синьцзян — Европа).
Постановлением Госсовета КНР от 17 декабря 2012 года был образован городской уезд Алашанькоу.

## Население
Основное население составляют ханьцы, уйгуры, казахи и монголы.

## Административное деление
Городской уезд Алашанькоу делится на 1 уличный комитет и 1 посёлок:
- Алатау (Alataw Subdistrict, Ālātào Jiēdào, 阿拉套街道)
- Эбинур (Ebinur Town, Àibǐhú Zhèn, 艾比湖镇)

## Экономика
Алашанькоу является одним из крупнейших железнодорожных и автомобильных сухих портов Западного Китая. В 2011 году станция Алашанькоу приняла первый железнодорожный экспресс Китай — Европа (количество поездов увеличилось с 3,5 в месяц в 2012 году до 17 поездов в день в 2023 году). Комплексная бондовая зона КПП Алашанькоу специализируется на перевалке и переработке зерна из Центральной Азии. Имеются пищевые предприятия по производству муки и лапши.

## Транспорт

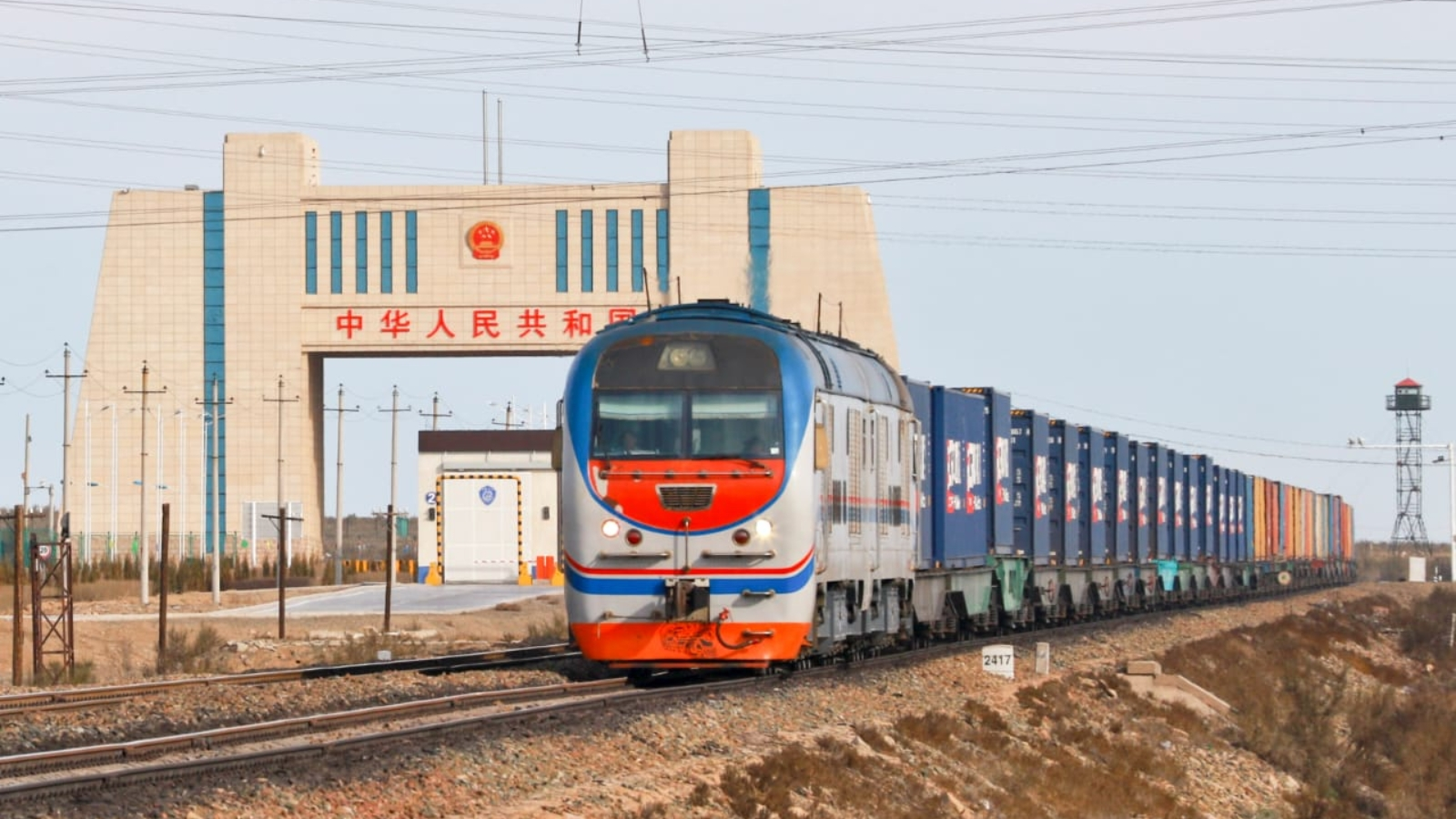
Контейнерный состав на станции Алашанькоу

### Железнодорожный
Станция Алашанькоу является важным перевалочным узлом, через который китайские товары следуют в Европу. В 2020 году через станцию и таможню прошло более 5 тыс. товарных поездов, следовавших по маршрутам Китай—Европа. Китай экспортирует в основном электротехнику, мобильные телефоны, одежду, обувь, игрушки, мебель и другие бытовые товары, а импортирует автомобили, автозапчасти, зерно, растительное масло, красное вино, шоколад, древесину и хлопчатобумажную пряжу.
Из-за разной ширины колеи товары в Алашанькоу перегружаются с китайских составов на казахские. На станции имеется крупнейший в Азии железнодорожный крытый склад, который может осуществлять перегрузочные операции 24 часа в сутки с годовой мощностью 200 тыс. TEU.

### Автомобильный
Алашанькоу также является крупным автодорожным портом. В первой половине 2024 года грузооборот в автодорожном порту Алашанькоу составил 429 тыс. тонн, что на 41,8 % больше по сравнению с аналогичным периодом в прошлом году; среднесуточный трафик через порт Алашанькоу составлял более 500 грузовиков.
Из Алашанькоу действуют регулярные автобусные маршруты в Талдыкорган и Ушарал (Казахстан).